# Трапашко, Денис Николаевич
Денис Николаевич Трапашко (бел. Дзяніс Мікалаевіч Трапашка; род. 17 мая 1990, Червень, Минская область) — белорусский футболист, нападающий. Тренер червенского «Колоса».

## Клубная карьера
Воспитанник клуба «Звезда-БГУ», за который выступал с 2009 года. Летом 2011 года стало игроком клуба «Смолевичи» (позже стал называться «Смолевичи-СТИ»), которому в сезоне 2012 помог одержать победу во Второй лиге, а сам с 38 голами стал лучшим бомбардиром турнира. На следующий год вместе со смолевичским клубом дебютировал в Первой лиге, всего забив 11 голов за сезон.
Перед началом сезона 2014 был на просмотре в жодинском «Торпедо-БелАЗ», но остался в «Смолевичах-СТИ». В июле 2014 года всё-таки перешёл в «Торпедо-БелАЗ» на правах аренды. Дебютировал в Высшей лиге 17 августа 2014, выйдя на замену в матче против минского «Динамо» (0:0). Позже появлялся на поле ещё в шести матчах, преимущественно выходя на замену.
В январе 2015 году окончательно перешёл в «Торпедо-БелАЗ». Готовился вместе с жодинцами к сезону 2015, однако из-за высокой конкуренции в атаке «Торпедо-БелАЗ» был в апреле 2015 отдан в аренду мозырьскую «Славии» до конца года. Начало сезона пропустил из-за травмы, с июня начал появляться на поле, преимущественно выходя на замену. 10 июля 2015 года оформил дубль в ворота борисовского «БАТЭ» (итоговый счет 3:5).
В январе 2016 вернулся из аренды в «Торпедо-БелАЗ», но уже в феврале покинул клуб по окончании контракта и направился в «Смолевичи-СТИ». Однако, вскоре вернулся в состав «Торпедо-БелАЗ» и в марте подписал новый контракт с клубом. Редко появлялся на поле в сезоне 2016 года.
В январе 2017 года он поехал на просмотр в мозырьскую «Славию» и вскоре подписал с клубом контракт. Был одним из основных нападающих в первой половине сезона 2017 года, а позже стал реже появляться на поле. Сезон 2018 года начал в качестве основного игрока, но позже стал чаще выходить с замены. В том сезоне помог команде выиграть Первую лигу и вернуться в Высшую лигу. В сезоне 2019 сыграл за основную команду всего четыре раза, часто играя за дубль. В июле он покинул «Славию» и вскоре перешел в «Белшину», где обычно выходил на замену. В январе 2020 года покинул бобруйский клуб.
В начале 2020 года перешёл в новополоцкий «Нафтан», где стал основным нападающим. В марте 2021 года стал игроком «Макслайна». В феврале 2022 года продлил контракт с клубом. В марте 2022 года стал игроком червенского «Колоса».

## Тренерская карьера
В марте 2023 года стал главным тренером червенского «Колоса».

## Статистика
| Сезон    | Дивизион | Клуб            | Страна                    | Матчи | Голы |
| -------- | -------- | --------------- | ------------------------- | ----- | ---- |
| 2009     | Д3       | Звезда-БГУ      | Флаг Беларуси (1995—2012) | 23    | 9    |
| 2010     | Д3       | Звезда-БГУ      | Флаг Беларуси (1995—2012) | 33    | 15   |
| 2011 (1) | Д3       | Звезда-БГУ      | Флаг Беларуси (1995—2012) | 14    | 12   |
| 2011 (2) | Д3       | Смолевичи-СТИ   | Флаг Беларуси (1995—2012) | 11    | 7    |
| 2012     | Д3       | Смолевичи-СТИ   | Флаг Беларуси             | 34    | 38   |
| 2013     | Д2       | Смолевичи-СТИ   | Флаг Беларуси             | 29    | 11   |
| 2014 (1) | Д2       | Смолевичи-СТИ   | Флаг Беларуси             | 12    | 3    |
| 2014 (2) | Д1       | Торпедо-БелАЗ   | Флаг Беларуси             | 7     | 0    |
| 2015     | Д1       | Славия-Мозырь   | Флаг Беларуси             | 14    | 4    |
| 2016     | Д1       | Торпедо-БелАЗ   | Флаг Беларуси             | 13    | 1    |
| 2017     | Д1       | Славия-Мозырь   | Флаг Беларуси             | 22    | 3    |
| 2018     | Д2       | Славия-Мозырь   | Флаг Беларуси             | 25    | 4    |
| 2019 (1) | Д1       | Славия-Мозырь   | Флаг Беларуси             | 4     | 0    |
| 2019 (2) | Д2       | Славия-Мозырь   | Флаг Беларуси             | 12    | 0    |
| 2020     | Д2       | Нафтан          | Флаг Беларуси             | 23    | 5    |
| 2021     | Д3       | Макслайн        | Флаг Беларуси             | 13    | 8    |
| 2022     | Д3       | Колос (Червень) | Флаг Беларуси             | 14    | 10   |

## Достижения
- Обладатель Кубка Белоруссии: 2015/2016
- Чемпион Первой лиги Белоруссии: 2018, 2019
- Чемпион Второй лиги Белоруссии: 2012
- Лучший бомбардир Второй лиги Белоруссии: 2012 (38 голов)